# Imari
Imari (伊万里市, Imari-shi) és una ciutat de la prefectura de Saga, al Japó. Fou fundada l'1 d'abril de 1954. El 2015 tenia una població estimada de 56.934 habitants.

## Geografia
Està situada a la regió oest de la prefectura de Saga, i el seu centre es concentra al voltant de la desembocadura del riu Imari. El punt més elevat del municipi és la muntanya Hachiman amb 764 metres.

### Municipalitats veïnes
- Prefectura de Saga
  - Arita
  - Karatsu
  - Takeo
- Prefectura de Nagasaki
  - Sasebo
  - Matsuura